# Общност (САЩ)
Вижте пояснителната страница за други значения на Общност.
Общност (на английски: Commonwealth) е термин, използван в пълните официални наименования на четири от 50-те щата на САЩ: Вирджиния, Кентъки, Масачузетс и Пенсилвания. Традиционният английски термин „commonwealth“,  т.е. „общо благосъстояние“ или „богатство на обществото“, описва политически общества, основани с цел постигане на всеобщо благо и се използва символично, за да се подчертае, че главната задача на правителството в тези щати е всеобщото съгласие и процъфтяване. Това е свободен превод на латинския термин res publica („общо дело“).

## Значение
До 1776 г. всеки от щатите, обозначени като "общност" е бил напълно или частично британска колония, поради което им е оказало силно влияние английското общо право, отразило се в някои закони и обществени институции.
Терминът „общност“ идва да подчертае постигнатата от независимост от британската метрополия, но не предоставя никакъв специфичен политически статут или специфични правни отношения на тези щати, които го използват - те са равноправни с останалите щати в САЩ. 